# Gösta Lundin
Gösta Vilhelm Lundin, född 13 december 1897 i Mjölby församling, Östergötlands län, död 17 juni 1966 i Osby församling, Kristianstads län, var en svensk skolledare.

## Biografi
Efter studentexamen vid Norra latin i Stockholm 1916 blev Lundin filosofie kandidat vid Lunds universitet 1920 och teologie kandidat där 1928. Han var lärare vid Osby högre samskola 1920–1921 och från 1923, rektor där 1955–1965,
och föreståndare för dess elevhem 1923–1933. Han var tjänstledig 1944–1947 för uppdrag som direktor för KFUM:s världsförbunds krigsfångehjälp i Tyskland. Han var ledamot av kyrkofullmäktige, vice ordförande där 1936–1945, ledamot av municipal- och köpingsfullmäktige från 1927 och av Osby förenade kommunalfullmäktige 1931–1936, av kyrko- och skolrådet 1929–1932, av folkskolestyrelsen från 1932, av kommunalnämnden 1940–1947 och av biblioteksstyrelsen sedan dess tillkomst.